# Список президентів Гамбії
У статті подано Список президентів Гамбії.

## Список президентів
| Термін                         | Ім'я                  | Партія                                              | Примітки                         |
| ------------------------------ | --------------------- | --------------------------------------------------- | -------------------------------- |
| 24 квітня 1970 — 22 липня 1994 | Дауда Кайраба Джавара | Народна прогресивна партія                          | Усунутий в результаті перевороту |
| 22 липня 1994 — 20 січня 2017  | Яйя Джамме            | Альянс за політичну переорієнтацію та реконструкцію |                                  |
| 20 січня 2017 - і нині         | Адама Берроу          | Альянс за політичну переорієнтацію та реконструкцію | -                                |